# كيث ريفرز
كيث ريفرز (بالإنجليزية: Keith Rivers)‏ هو لاعب كرة قدم أمريكية أمريكي، ولد في 5 مايو 1986 في سان بيرناردينو في الولايات المتحدة.

## وصلات خارجية
- كيث ريفرز على موقع مرجع كرة القدم المحترفة.كوم (الإنجليزية)